# Yphthimoides patricia
Yphthimoides patricia is een vlinder uit de onderfamilie Satyrinae van de familie Nymphalidae. De wetenschappelijke naam van de soort is voor het eerst geldig gepubliceerd in 1957 door Kenneth Hayward.